# جورجي (دوق كويمبرا)
جورجي دي لانكاستر، دوق كويمبرا (21 أغسطس 1481 - 22 يوليو 1550) هو الابن غير الشرعي لجواو الثاني ملك البرتغال وآنا دي مينذوزا التي هي خادمة خوانا لا بلترانيخا، أصبح ثاني دوق كويمبرا في عام 1509، وأختير من قبل والده كـوريث للعرش بعد وفاة أخيه غير الشقيق أفونسو، أمير البرتغال في عام 1491 نتيجة سقوطه من الحصان، ولكن زوجة أبيه الملكة إليانور أفيس عارضت ذلك، وأختارت شقيقها إنفانتي مانويل بدلاً منه.